# 高原良明
高原 良明（たかはら よしあき、1979年8月6日 - ）は、日本の元プロサッカー選手、サッカー指導者。
第101回全国高等学校サッカー選手権大会（2023年）で優勝経験がある。

## 略歴
1979年、福岡県出身。東海大五から東海大学に進み、当時Jリーグ加入を目指してRFK（リバー・フリー・キッカーズ）より改組したファジアーノ岡山FCに入団。サッカー選手として活躍する傍ら、ファジアーノ設立の関係者の一人、岡山学芸館高等学校の理事長よりオファーを受けコーチを兼任。
2008年、現役引退。岡山学芸館の監督に就任。
2012年、高校総体初出場。
2023年、第101回全国高等学校サッカー選手権大会優勝に導く。